# Terrassa
Terrassa (Tarrasa) je mesto v Kataloniji. Mesto se nahaja v komarcki Vallès Occidental, leta 2006 je bilo število prebivalstva ocenjeno na 201.442. Od 2004 je tukaj tudi sedež rimskokatoliške škofije Terrasa-Sabadell (tudi to mesto ima skoraj enako število prebivalcev, 201.712).